# Iouri Dokhoïan
Iouri Dokhoïan est un joueur et un entraîneur d'échecs soviétique puis russe né le 26 octobre 1964 à Zyrianovka (raïon de Zarinsk) et mort le 1er juillet 2021 à Moscou,.

## Biographie et carrière
Grand maître international depuis 1988, Iouri Dokhoïan fut un des secondants de Garry Kasparov jusqu'à son retrait des compétitions en 2005. En 2009, il  commença à travailler avec Sergueï Kariakine, puis Andreï Essipenko.
Ses meilleurs classements mondiaux furent 40e en janvier 1989 et 41e joueur mondial en juillet 1989.
Iouri Dokhoïan remporta les tournois de :
- Bucarest 1986 ;
- Plovdiv en 1988 ;
- Wijk aan Zee (tournoi B) 1989 (ex æquo avec Friso Nijboer) ;
- Copenhague 1991 (Politiken Cup, ex æquo avec Iouri Piskov) ;
- Werfen 1991 ;
- Berlin (Berliner Sommer) 1992 ;
- Lublin 1993 ;
- Bonn 1993 ;
- Münster (open) 1993 (ex æquo avec Tony Miles).

En 1988, Iouri Dokhoïan finit 2e-5e du mémorial Petrossian à Erevan et troisième du mémorial Tchigorine à Sotchi. En 1990, après sa victoire au tournoi B de Wijk aan Zee l'année précédente, il marqua la moitié des points (6,5 / 13) au tournoi A de Wijk aan Zee (victoire de John Nunn) et finit septième, ex æquo avec Viswanathan Anand et Viktor Kortchnoï. Il fut également deuxième du championnat d'échecs de Moscou en 1985.
De 2006 à 2015, Iouri Dokhoïan dirigea l'équipe de Russie féminine (jusqu'en 2011, médaille d'or  à l'Olympiade d'échecs de 2010 en Russie) puis l'équipe masculine à partir de 2011 (médaille d'argent à l'Olympiade d'échecs de 2012 en Turquie).
Il meurt  le 1er juillet 2021 à Moscou de la covid-19.